# ヘルマン・ビジャ
ヘルマン・ビジャ（Germán Villa Castañeda、1973年4月2日 - ）は、メキシコの元サッカー選手。元メキシコ代表。ポジションはミッドフィールダー。

## 来歴
1996年に1996 CONCACAFゴールドカップでメキシコ代表デビュー、3試合に出場し、優勝した。1998年には、CONCACAFゴールドカップで連覇を果たし、FIFAワールドカップにも出場した。その後、FIFAコンフェデレーションズカップ1999では全5試合に出場し優勝した。また、出場機会は無かったが、2002 FIFAワールドカップのメンバーにも選ばれた。メキシコ代表で通算67試合に出場した。

## 代表歴

### 出場大会
- メキシコ代表
  - 1998 FIFAワールドカップ
  - 2002 FIFAワールドカップ

### 試合数
- 国際Aマッチ 67試合 0得点（1996年-2002年）[1]

| メキシコ代表 | 国際Aマッチ | 国際Aマッチ |
| 年           | 出場        | 得点        |
| ------------ | ----------- | ----------- |
| 1996         | 12          | 0           |
| 1997         | 10          | 0           |
| 1998         | 12          | 0           |
| 1999         | 10          | 0           |
| 2000         | 12          | 0           |
| 2001         | 9           | 0           |
| 2002         | 2           | 0           |
| 通算         | 67          | 0           |